# Hanmi

Fußstellung rechtes Hanmi

Hanmi: Han  半 (Halb) Mi 身 (Körper) ist Japanisch für „nur den halben Körper sehen“. In den japanischen Kampfkünsten beschreibt es eine nicht-frontale Körperstellung, die eine kleinere Angriffsfläche bietet.
Im Aikido bedeutet das z. B., dass der vordere Fuß auf die Person zielt, von der man einen Angriff zu erwarten hat, der hintere hingegen der Angriffslinie um 60° abgeneigt ist, die Hüfte ebenfalls. 
Das Gewicht ruht gleichmäßig auf beiden Füßen, und auch gleichmäßig auf Ballen und Zehen.
- Ai hanmi (ai 相 ... gemeinsam) bedeutet, dass Uke und Tori (manchmal auch Nage genannt) gleichstehen, d. h. beide im linken oder rechten hanmi.
- Gyaku hanmi (gyaku 逆 ... gegensätzlich, umgekehrt) bedeutet, dass Uke und Tori spiegelgleich zueinander stehen. Also zum Beispiel Uke linkes hanmi und Tori rechtes hanmi.

Auch in anderen waffenlosen Kampfkünsten wie Karate spielt Hanmi eine Rolle, ebenso in den bewaffneten Kampfkünsten wie dem Kenjutsu der Koryū. Aus dem modernen Kendō, das sich aus diesen entwickelte, ist es dagegen verschwunden, wenn man von den Kata absieht.